# Batman: Return of the Joker
Batman: Return of the Joker (рус. Бэтмен: Возвращение Джокера), в Японии известная как Dynamite Batman (яп. ダイナマイト バットマン) видеоигра в жанре платформер, разработанная компанией Sunsoft для игровой платформы NES в 1991 году.
В 1992 году на платформу Sega Genesis был выпущен ремейк игры под названием Batman: Revenge of the Joker (с англ. — «Бэтмен: Месть Джокера»). В этом же году была выпущена версия для Game Boy.
Сюжетно является продолжением фильма «Бэтмен» 1989 года.

## Сюжет
Главный герой игры-супергерой по имени Брюс Уэйн, который борется с преступностью города Готэма. Он более известен под именем Бэтмен.
За несколько лет до событий игры Бэтмен вступил в схватку со злодеем по имени Джек Напье (известным как Джокер) и сбросил его с колокольни Готэмского собора. Бэтмен думал, что покончил со своим врагом, но ошибся. Джокер, упав с огромной высоты, всё же сумел выжить. И теперь он вернулся, чтобы отомстить Бэтмену и вернуть власть над городом.
Бэтмен, следив за родным городом столкнулся с новыми бандитами Джокера и узнаёт, что Джокер жив. Бэтмен отправляется в Гималаи, где, победив ещё прихвостней Джокера он узнаёт о том, что клоун уже разработал коварный план.
Бэтмен, преследуя злодея, попадает на поезд, а затем приезжает в гараж, где узнаёт о планах Джокера и отправляется через канализацию к Бэтвингу, чтобы отправиться на необитаемый остров, где Джокер основал свою военную базу. Прибыв туда, Бэтмен встречает бандитов клоуна, которые пытаются раздавить его танком, но наш Бэтмен справляется с ними и встречает Джокера. Бэтмен уничтожил машину злодея, но Джокер сбежал и перелетел на другую часть острова. Однако наш герой не сдаётся и продолжает погоню, снова находит Джокера, побеждает его и, взорвав остров, улетает домой.
Остался вопрос, умер ли Джокер, взорвавшись на острове, или он опять выжил и снова готовится отомстить Бэтмену. Игрокам остаётся только догадываться.

## Игровой процесс
Бэтмену предстоит пройти несколько больших уровней, разделённых на несколько частей, и сразиться с приспешниками Джокера, а в конце победить вернувшегося главного злодея. Уровни в игре представлены в виде замкнутых локаций со множеством врагов и ловушек. Каждый уровень и подуровень, а также враги и препятствия отличаются от предыдущих. Большинство врагов слабы, но многочисленны. Иногда встречаются довольно сильные противники. На уровнях расположено большое количество смертельных для персонажа ловушек: пропастей, шипов, водоемов с ядовитой жидкостью. Эти препятствия могут оказаться полезны, если удастся заманить на них врага. Полезных предметов в игре немного. В ящиках лежит плазменное оружие, вид которого можно изменять, стреляя по ящикам. Видов оружия несколько: например, самонаводящиеся заряды, заряды, расходящиеся веером, огромный одиночный сгусток плазмы и др. Напоминающий жука значок здоровья обычно остается на месте уничтоженного противника. Бэтмобиль и Бэтвинг в игре не представлены, зато иногда появляется возможность полетать на реактивном ранце. Графика тоже претерпела изменения, но в целом сохранила стиль серии. Сражения с боссами тоже представлены по-новому. Шкалы жизней Бэтмена и противника заменены здесь на счётчики с определёнными значениями чисел.

## Оценки
Бельгийский журнал Power Unlimited оценил версию для Sega Genesis в 8 баллов из 10.